# Attaque de Beer-Sheva en 2022
 (signalé en août 2025).
Si vous disposez d'ouvrages ou d'articles de référence ou si vous connaissez des sites web de qualité traitant du thème abordé ici, merci de compléter l'article en donnant les références utiles à sa vérifiabilité et en les liant à la section « Notes et références ».
- Archive Wikiwix
- Bing
- Cairn
- DuckDuckGo
- E. Universalis
- Gallica
- Google
- G. Books
- G. News
- G. Scholar
- Persée
- Qwant
- (zh) Baidu
- (ru) Yandex
- (wd) trouver des œuvres sur Wikidata

L'attaque de Beer-Sheva en 2022 est survenue le 22 mars lorsque quatre personnes ont été tuées et deux autres ont été blessées lors d'une attaque au couteau et à la voiture bélier à Beer-Sheva, en Israël. L'attaque sera revendiquée par l'État islamique.

## Contexte
Début 2022, une série d'affrontements entre les forces de sécurité israéliennes et les palestiniens se sont produits principalement à la Cisjordanie et à Jérusalem, et non au district sud dans lequel se trouve Beer-Sheva. L'incident était la troisième attaque de ce type en une semaine.

## Incident
L'attaque a commencé vers 16 h 10 lorsque Mohammed Abu al-Kiyan s'est rendu en voiture à une station-service à Derech Hevron (en) où il a poignardé et tué une employée. Il a ensuite conduit sa voiture vers un centre commercial où il a renversé un rabbin Chabad sur sa bicyclette, le tuant.
Kiyan s'est ensuite rendu dans un autre centre commercial voisin. Après avoir poignardé à mort une femme de 47 ans dans le rayon vestimentaire, il a couru vers un rond-point où il a tué un homme de 67 ans. Il a ensuite été approché par un chauffeur de bus, qui a d'abord pensé qu'un accident de voiture s'était produit, mais après une inspection plus approfondie, il s'est rendu compte que Kiyan avait un couteau. Il a dit à Kiyan de poser son couteau et de se rendre, ce que l'agresseur a refusé de faire. Kiyan s'est précipité en avant et a tenté de poignarder le conducteur, qui a sorti une arme à feu et l'a abattu. Un autre homme a également été vu en train de tirer sur Kiyan, mais son identité n'a pas pu être découverte par la police. La police est arrivée quatre minutes plus tard.
Le déchaînement de Kiyan a duré environ huit minutes, et a été l'attaque la plus meurtrière de ce type en Israël depuis l'attaque au camion de Jérusalem en 2017.

## Auteur
Mohammed Abu al-Kiyan était un membre né à Hura (en) de la communauté bédouine du Néguev (en) en Israël. Ancien instituteur, il avait déjà été arrêté et emprisonné entre 2016 et 2020, après avoir appris à des écoliers à soutenir l'État islamique et diffusé de la propagande pro-EIIL. À un moment donné, Kiyan a déclaré qu'il souhaitait rejoindre le mouvement EIIL en Syrie.[réf. nécessaire]

## Conséquences
Le Hamas et le mouvement du Jihad islamique en Palestine ont tous deux salué l'incident, le premier déclarant que "la bataille contre l'occupation continue et nous ne nous arrêterons pas".
Le 23 mars, la milice chiite libanaise du Hezbollah a félicité Kiyan, dont les actions ont été saluées comme "une véritable expression de l'esprit du djihad et de la résistance authentique du peuple palestinien".
L'attaque a été condamnée par de nombreux hommes politiques israéliens, dont Naftali Bennett, Ayelet Shaked, Yaïr Lapid, Isaac Herzog et le parti Ra'am. Yaakov Shabtai a déclaré que la police craignait que d'éventuels incidents de copie puissent se produire à l'avenir.
Le représentant des Nations unies, Tor Wennesland (en), a déclaré qu'"il n'y a aucune justification à la violence ou au terrorisme. Il n'y a rien d'héroïque dans le meurtre de civils et il n'y a aucune excuse pour louer de tels actes". L'ambassadeur américain en Israël, Thomas R. Nides (en), l'a qualifié d'"attentat terroriste méprisable". En outre, l'attaque a également reçu des condamnations de l'ambassadeur ukrainien en Israël Yevgen Korniychuk, du ministère grec des Affaires étrangères et du président russe Vladimir Poutine.
La maison de Kiyan à Hura aurait fait l'objet d'une perquisition par le Shin Bet, et les médias palestiniens ont rapporté que de nombreuses routes de la ville avaient été temporairement bloquées pendant l'opération. Les frères de Kiyan ont été arrêtés après qu'on a soupçonné qu'ils lui avaient donné le couteau utilisé lors de l'attaque.
Le lendemain, le Cabinet d'Israël (en) a approuvé un plan de construction de dix nouvelles villes dans le Néguev en réponse, y compris la ville haredi précédemment proposée de Kasif (en), en Israël.
Le ministre de la police Omer Bar-Lev a provoqué un tollé lorsqu'il a promis d'emprisonner Kiyan mort lors des funérailles d'une victime. Bar-Lev s'est plus tard excusé publiquement pour sa déclaration, en disant qu'on ne lui avait pas dit qu'il devrait faire un discours et qu'il devait en inventer un sur place.